# Сёренсен, Никки
Никки Сёренсен (дат. Nicki Sørensen; род. 14 мая 1975 в Хиллерёде, Дания) — датский профессиональный шоссейный велогонщик. Участник Летних Олимпийских игр 2000, 2004, 2008 и 2012 годов. Четырёхкратный чемпион Дании в групповой гонке (2003, 2008, 2010, 2011).

## Биография
Начал велошоссейную карьеру в 19 лет, до того занимался бегом. В 2000 году впервые выступил в групповой гонке на летних Олимпийских играх в Сиднее, заняв 40-е место.
27 августа 2014 года заявил о завершении профессиональной карьеры по окончании 16-го сезона:

Я решил, что это мой последний сезон в качестве гонщика. Я даже не рассматривал вариант с продолжением контракта. Я хотел бы сам завершить карьеру, а не ждать пока меня отчислят из команды из-за моих результатов.— Никки Сёренсен
Грегари, помогает в команде её лидерам и умеет хорошо держаться в горах. Неплохо выступает в классических однодневках.

## Статистика выступлений наГранд Турах
| Гранд Тур | 2001 | 2002 | 2003 | 2004 | 2005 | 2006 | 2007 | 2008 | 2009 | 2010 | 2011 | 2012 | 2013 |
| --------- | ---- | ---- | ---- | ---- | ---- | ---- | ---- | ---- | ---- | ---- | ---- | ---- | ---- |
| Джиро     | -    | -    | -    | -    | -    | 77   | -    | 34   | -    | 72   | -    | -    | -    |
| Тур       | 49   | 20   | 44   | 88   | 71   | -    | -    | 118  | 31   | 155  | 95   | 99   | -    |
| Вуэльта   | -    | -    | 87   | -    | 38   | 28   | -    | -    | -    | -    | 120  | 155  | 100  |